# Critics’ Choice Movie Award/Bester Ton
In den Jahren 2010 bis 2012 wurde durch die Broadcast Film Critics Association der beste Ton in einem Spielfilm des vergangenen Filmjahres mit dem Critics’ Choice Movie Award geehrt. Danach wurde der Preis in dieser Kategorie nicht mehr vergeben.

## Liste der Gewinner und Nominierten
| Jahr | Gewinner und Nominierte                            |
| ---- | -------------------------------------------------- |
| 2010 | Avatar – Aufbruch nach Pandora                     |
| 2010 | District 9                                         |
| 2010 | Nine                                               |
| 2010 | Star Trek                                          |
| 2010 | Tödliches Kommando – The Hurt Locker               |
| 2011 | Inception                                          |
| 2011 | 127 Hours                                          |
| 2011 | Black Swan                                         |
| 2011 | The Social Network                                 |
| 2011 | Toy Story 3                                        |
| 2012 | Harry Potter und die Heiligtümer des Todes: Teil 2 |
| 2012 | Gefährten                                          |
| 2012 | Hugo Cabret                                        |
| 2012 | Super 8                                            |
| 2012 | The Tree of Life                                   |